# Сима, Масатоси
Масатоси Сима (яп. 嶋正利; р. 1943) — японский инженер-электронщик, один из архитекторов первого в мире микропроцессора Intel 4004.

## Биография
Окончил курс химического факультета университета Тохоку (1967). Начал работать в Busicom (1967) производителем бизнес-калькуляторов, где изучил программное обеспечение и принципы проектирования микропроцессоров (1967—1968). Разработал логику для специализированного процессора (1968), реализованного в трёхчиповом решении. Работал (1969) с Тедом Хоффом из Intel по переводу трёхчипового решения Busicom в архитектуру с одним чипом. В 1970 году эта архитектура была преобразована в кремниевый чип Intel 4004 Федерико Фаггиным при содействии Симы в разработке логики.
Перешёл в Intel (1972), где работал с Федерико Фаджином по разработке Intel 8080, выпущенного в 1974 году. Затем Сима разработал ряд периферийных чипов Intel, некоторые из которых использовались в IBM PC, таких как микросхемы контроллера прерываний Intel 8259, микросхема контроллера программируемого параллельного интерфейса Intel 8255, микросхема таймера Intel 8253, микросхема 8257 DMA и микросхема последовательной связи USART 8251. Затем он перешёл в Zilog, где работал с Фаджином над разработкой Zilog Z80 (1976) и Z8000 (1979).
Получил степень доктора технических наук в Университете Цукуба (1991).

### Intel 4004
После того, как Busicom решил использовать интегральные микросхемы (ИМС) в своих калькуляторных продуктах, фирма начала работу над чипсетом для калькулятора Busicom 141-PF, что привело в результате к созданию первого микропроцессора Intel 4004.
В апреле 1968 года Симу попросили разработать чипсет и программное обеспечение для калькулятора. В 1968 году Сима разработал специализированный чипсет ИМС. Его архитектура состояла из семи чипов ИМС, включая трёхчиповый процессор. Первоначальный проект Симы включал в себя арифметические единицы (сумматоры), умножающие единицы, регистры, постоянную память и набор макрокоманд для управления десятичной компьютерной системой. Компания Busicom хотела выпустить универсальный набор микросхем не только для настольных калькуляторов, но и для другого оборудования (банкоматов, кассовых аппаратов и т. д.). Сима начал работу над универсальным набором микросхем LSI в конце 1968 года, а Busicom обратился за помощью к американской компании Intel, которая в то время занималась производством памяти, и имела оборудование для производства высокоплотного кремниевого затвора для MOS-чипа, необходимого Busicom.
Сима был направлен в Intel в июне 1969 года, чтобы представлять проект Busicom. Из-за отсутствия у Intel схемотехников для ускорения решения задачи Intel попросила Симу оптимизировать логику процессора. Intel хотела создать процессор на одном чипе. Сима упростил архитектуру процессора до четырех чипов, а также предложил свои собственные идеи, чтобы найти решение для её реализации. В конечном итоге была реализована концепция 4-битного микропроцессора. Сима отвечал за добавление 10-битного регистра статического сдвига, за множество улучшений в наборе команд, за организацию ОЗУ для калькулятора, за передачу информации об адресе памяти, за программу ключей, программное обеспечение логики настольного калькулятора, управление вводом/выводом в реальном режиме времени и протоколы по обмену данными между памятью и регистром общего назначения. Спецификации четырёх чипов были разработаны в течение нескольких месяцев в 1969 году совместно командой Intel во главе с Тедом Хоффом и командой Busicom во главе с Симой.
После того, как Сима съездив в Японию в конце 1969 года, вернулся в Intel в начале 1970 года, он обнаружил, что работа над процессором 4004 была приостановлена, и что Хофф оставил работу над этим проектом. Руководителем проекта стал Федерико Фаджин, который пришёл в Intel за неделю до возвращения Симы. После введения Фаггина в принципы проекта, Сима работал с ним совместно над проектированием процессора, где Сима отвечал за логику чипа. Он работал в офисе Intel в течение шести месяцев — с апреля по октябрь 1970 года. Затем компания Busicom продала права на использование 4004 компании Intel, за исключением использования микропроцессора в бизнес-калькуляторах.

### Intel 8080 to Zilog Z8000
После микропроцессора 4004 Intel спроектировала 8008 (концепция и архитектура Федерико Фаггина). Сима присоединился к разработке Intel в 1972 году. Он был задействован для реализации логики транзисторного уровня микропроцессора Intel 8080, выпущенного в 1974 году. Затем Сима разработал ряд периферийных микросхем Intel, некоторые из которых используются в IBM PC, таких как контроллер прерываний 8259, микросхема параллельного порта 8255, микросхема таймера 8253, микросхема 8257 DMA и микросхема USART последовательной связи 8251. Он не участвовал в создании Intel 8088 или 8086.
Сима перешёл в Zilog (1975) и, используя небольшое количество помощников, разработал и практически реализовал Zilog Z80 на уровне транзисторов под руководством Фаггина, который задумал и разработал архитектуру Z80 для совместимости с набором команд Intel 8080. Затем последовала та же задача для 16-битного Z8000.
Вернувшись в Японию, Сима основал Intel Japan Design Center (1980) и VM Technology Corporation (1986). В VM он разработал 16-разрядный микропроцессор VM 860 и 32-разрядный микропроцессор VM 8600 для японского рынка текстовых процессоров.
Профессор университета Айдзу (2000—2004). В 2004 году вышел на пенсию.

### Награды
- Киотская премия (1997) «за передовые технологии».
- Почётный член музея компьютерной истории (2009) «за работу в команде, разработавшую первый в мире коммерческий микропроцессор Intel 4004».